# Padre Garcia
Padre Garcia (Tagalog: Bayan ng Padre Garcia) ist eine philippinische Stadtgemeinde in der Provinz Batangas, in der Verwaltungsregion IV, Calabarzon. Sie hat 48.302 Einwohner (Zensus 1. August 2015), die in 33 Barangays lebten. Sie wird als Gemeinde der zweiten Einkommensklasse auf den Philippinen und als urbanisiert eingestuft. 
Die Topographie der Gemeinde ist gekennzeichnet durch gebirgiges Terrain. Ihre Nachbargemeinden sind San Antonio, Provinz Quezon, im Nordosten, Lipa City im Norden, Rosario im Süden und Westen.    

## Baranggays
| - Aguila - Anus - Aya - Bagong Pook - Balagtasin - Balagtasin I - Banaybanay I - Banaybanay II - Bigain South - Bigain I - Bigain II | - Calansayan - Dagatan - Don Luis - Galamay-Amo - Lalayat - Lapolapo I - Lapolapo II - Lepute - Lumil - Natunuan - Palanca | - Pinagtung-Ulan - Poblacion Barangay I - Poblacion Barangay II - Poblacion Barangay III - Poblacion Barangay IV - Sabang - Salaban - Santo Cristo - Mojon-Tampoy - Taysan - Tugtug |

## Weblink
- Informationen der Philippine Statistics Authority über Padre Garcia